# Colònies
|  | Per a altres significats, vegeu «colònia». |

Les colònies són unes estades educatives per a infants i joves en les quals mestres o monitors realitzen educació no formal a través d'activitats lúdiques. S'acostumen a realitzar al llarg de tres o més dies al voltant d'un edifici, anomenat casa de colònies, en el qual es pernocta. Sovint es parla de colònies d'estiu (o ~ de vacances) quan es realitzen en temps de lleure, bé siguin organitzades per esplais o altres entitats. També es parla de colònies escolars quan es realitzen en ple calendari escolar, i llavors són organitzades per les escoles o instituts. Les colònies formen part del programa pedagògic de l'escola. Si l'escola és religiosa s'anomenen convivències.

## Història
Les primeres colònies de les quals es té constància daten de 1876, amb l'organització a Appenzell (Suïssa) de les primeres colònies escolars pel pastor suís Walter Bion. Originàriament, aquestes colònies tenien una intenció higienista, tot i que amb el temps van adoptar una base pedagògica més àmplia.

### Les colònies a la península Ibèrica
Les primeres colònies arriben a la península Ibèrica el 1887 de la mà del Museo Pedagógico de Madrid, i a Catalunya el 1893 per la Societat Barcelonesa d'Amics del País. Per la seva importància, destaquen les colònies escolars organitzades per l'Ajuntament de Barcelona el 1906.

### Les colònies a Itàlia
A Itàlia, l'anomenada Colonia estiva sorgeix per iniciativa del Ospedale di Lucca l'any 1822, que organitza a Viareggio una colònia pels nens del carrer. Cap a mitjans del segle XVIII existien més de cinquanta centres repartits per la Toscana i l'Emília-Romanya. A part de les colònies marines comencen a aparèixer també les colònies alpines. La colònia alpina de San Marco de Pedavena es forma l'any 1898. Durant la primera guerra mundial la Creu Roja intensifica el seu interès per aquestes iniciatives i l'any 1928 les colònies se cedeixen a l'Opera Nazionale per la Maternità ed Infanzia.
Durant el feixisme les colònies es potencien, dirigint-se especialment a infants i joves de famílies desafavorides. Una de les colònies marines més gran i important realitzades durant aquest període fou la de Gaeta, destruïda durant la Segona Guerra Mundial. Després de la guerra es reconeix el caràcter formatiu i emancipant de les colònies, que ja no es dirigeixen exclusivament a les classes socials desafavorides. A partir dels anys 70 passen a ser organitzats pels ajuntaments i altres òrgans públics.

## Raons per fer colònies escolars
Els objectius de les colònies escolars estan relacionats amb la convivència en un entorn no habitual, la potenciació de l'autonomia i el treball en un medi no acadèmic: Fomentar l'autonomia persona, donar a conèixer els valors del territori, descobrir la natura i l'aproximació científica, afavorir la cohesió de grup, experimentar sentiments i emocions, aprendre a solucionar els problemes d'una forma col·lectiva, tenir un comportament solidari amb els companys, aprendre i passar-ho bé, ajudar els companys a superar les dificultats, i tenir cura del propi treball i valorar l'obra dels companys
L'estada per a anar amb els infants són cases que ofereixin activitats i serveis de qualitat i que s'ajustin al programa de treball. S'han d'exposar les previsions a les famílies i explicar la programació que es durà a terme. És recomanable que les famílies lliurin al centre una autorització específica de colònies signada per a poder participar.
Per la normativa les colònies són recomanades: Parvulari i 1r i 2n de primària: dos a tres dies. Els infants aniran acompanyats pels mestres tutors i altres docents especialistes de suport.
Hi ha dos tipus de serveis fonamentals: les pensions completes i les activitats. Les pensions completes inclouen l'esmorzar, el dinar, el berenar, el sopar i el dormir amb la utilització de les instal·lacions. Es pot contractar una pensió completa dividida en dos dies: el berenar, el sopar i el dormir del primer dia i l'esmorzar i el dinar del segon dia. Hi ha cases de colònies que ofereixen encara el servei a dret de cuina consistent en llogar la casa i el dret a utilitzar la cuina. Les activitats es poden contractar en diferents modalitats, però el més habitual són les activitats de matí (que solen ser de 10 a 13 hores aproximadament), les activitats de tarda (que solen ser de 16 a 20 hores aproximadament) i les activitats de nit (que solen ser de 21.30 h a 23 h aproximadament)
Les Colònies escolar es fan en període escolar i en dies lectius. Es contracten normalment des de les escoles entre els mesos de febrer i juny i poden durar d'un a cinc dies (de dilluns a divendres), les més habituals duren tres dies (dues nits) de dimecres a divendres.